# Kosořín
Kosořín är en ort i Tjeckien.   Den ligger i regionen Pardubice, i den centrala delen av landet, 130 km öster om huvudstaden Prag. Kosořín ligger 313 meter över havet och antalet invånare är 127.
Terrängen runt Kosořín är lite kuperad, och sluttar västerut. Runt Kosořín är det ganska tätbefolkat, med 54 invånare per kvadratkilometer. Närmaste större samhälle är Choceň, 2,6 km norr om Kosořín. Omgivningarna runt Kosořín är en mosaik av jordbruksmark och naturlig växtlighet.